# Kövesdi Károly
Kövesdi Károly (Melléte, 1953. október 15. –) szlovákiai magyar költő, újságíró, műfordító.

## Élete
Kövesdi Lajos és Benyüs Matild fia. Felesége Mács Tünde.
1968–1971 között a tornaljai gimnáziumban, majd 1971–1973 között a rimaszombati közgazdasági középiskolában végezte tanulmányait, ahol közgazdasági szakérettségitt tett. 1975–1976-ban hivatalnok volt az özörényi papírgyárban, 1976-ban könyvtáros Tornalján. 1976–1977-ben a Szabad Földműves, 1977–1978-ben az Új Szó szerkesztője. 1979–1989 között nyomdai korrektor volt. 1989-ben ismét az Új Szó szerkesztője lett. 1996-2000 között a Vasárnap főszerkesztője volt. A Magyar7 hetilap vezető szerkesztője.
1989-től a Magyar PEN Club, 1990-től a Csehszlovákiai Magyar Írók Társaságának, 1992-től a Szlovákiai Magyar Írók Társaságának tagja.

## Elismerései
- 2020 Európa-érem
- 2020 Magyar Arany Érdemkereszt[2]
- 2021 Magyar Örökség díj[3]
- 2024 Forbáth-díj[4]

## Művei
1973-tól publikált A Hétben, az Irodalmi Szemlében és az Új Szóban. Versesköteteket, publicisztikai köteteket, gyermekverseket és meséket jelentetett meg. Cseh és szlovák irodalmat fordít.
- 1980 Romvárosi beszélgetés. Versek. Madách, Pozsony
- 1985 Éjféli elégia. Versek. Pozsony
- 1989 Manóház. Gyermekversek. Pozsony
- 1994 Muskátlitündér. Gyermekversek. Kalligram, Pozsony
- 1995 A nagy banán árnyékában. Publicisztikai írások. AB-ART, Pozsony
- 1996 Az utolsó szoba. Válogatott és új versek. Méry Ratio, Somorja
- 1999 Verses ábécé. Gyermekversek. Somorja
- 2003 Testamentum. Versek. Nap, Dunaszerdahely
- 2003 Fókakönyv. Válogatott gyermekversek. Méry Ratio
- 2006 Winter Lajos: Pöstyénfürdő születése. Egy kapitalista önvallomása (szerk.)
- 2009 A Cs-tartomány – pro és kontra. Cselényi László költészete kritikák és értékelések tükrében. Madách Posonium
- 2011 Az a világ nem az én világom volt – Rendhagyó pályakép a 75 éves Koncsol Lászlóról. Fórum Társadalomtudományi Szemle 2011/2